# Agnese di Babenberg
Agnese di Babenberg (tra il 1108 e il 1113 – Altenburg, 24 o 25 gennaio 1163) è stata una nobile tedesca naturalizzata polacca, granduchessa consorte di Polonia e di Slesia.

## Biografia

### La giovinezza e le nozze
Agnese nacque fra il 1108 e il 1113 da Leopoldo III di Babenberg e Agnese di Waiblingen, figlia maggiore dell'imperatore Enrico IV e quindi, per parte di madre, discendeva dalla dinastia Salica che governò il Sacro Romano Impero fino al 1125, quando suo zio, l'imperatore Enrico V di Franconia, morì senza eredi. Suoi fratellastri per parte di madre erano Federico II di Svevia e Corrado III di Svevia, nati dal primo matrimonio della madre con Federico I di Svevia. Una delle sue sorelle di sangue, Giuditta di Babenberg, sposò Guglielmo V del Monferrato e uno dei suoi fratelli, Ottone di Frisinga, fu un vescovo e cronacotecario medievale.
Il duca di Polonia Boleslao III di Polonia al fine di tenere alte le difese contro l'Impero desiderava ottenere un'alleanza contro Lotario II di Supplimburgo che nel 1125 venne eletto re dei Romani al posto di Federico di Svevia. Per questo motivo Boleslao forgiò un'alleanza con gli Hohenstaufen e i Babenberg poiché, in quanto discendenti dell'estinta dinastia salica, erano i nemici naturali di Lotario. Con l'intenzione di sigillare questo nuovo sodalizio venne deciso il matrimonio fra Agnese e Ladislao, il figlio maggiore di Boleslao. Il matrimonio fu celebrato nel 1125 e secondo alcuni storici i due ricevettero da Boleslao, quale dono di nozze il ducato di Slesia.

### Il breve regno e il perpetuo esilio
Boleslao morì il 28 ottobre 1138 e nel suo testamento volle dividere la Polonia fra i propri figli, quale figlio maggiore a Ladislao toccò l'onore del titolo di granduca che gli dava autorità su tutti gli uomini del regno. In aggiunta alla Slesia egli ereditò la cosiddetta Dzielnica senioralna, che includeva la Piccola Polonia, la parte orientale della Grande Polonia e la parte occidentale della Cuiavia, e la Pomerania. Mentre i suoi fratellastri Boleslao, Miecislao ed Enrico di Sandomierz (1131 circa-18 ottobre 1166) ricevettero dei feudi. In aggiunta al resto Ladislao avrebbe anche ereditato le terre intorno a Łęczyca che sarebbero poi invece state donate alla vedova di Boleslao, Salomea di Berg e che tornarono nelle mani del figliastro solo al momento della sua morte.
Quasi subito il giovane Granduca lavorò per mettere tutta la regione sotto un unico comando e si crede che Agnese abbia avuto parte nella caduta di uno dei più potenti nobili del paese il Voivoda Piotr Włostowic che supportava i giovani duchi, fratellastri di Ladislao. La leggenda vuole che la sua cattura sia stata grazie all'invio, da parte di Agnese, di alcuni dei suoi uomini presso il suo castello e che, di notte, lo abbiano poi catturato. Dalla storiografia moderna, tuttavia, questa non è ritenuta, nulla più, che una leggenda. Si dice anche che Agnese abbia chiesto al marito di uccidere Piotr, ma questi abbia invece preferito fare di lui un esempio accecandolo e condannandolo all'esilio. Il dominio ferreo di Ladislao ed Agnese portò molti dei loro sudditi ad avvicinarsi a giovani duchi, tanto che alla fine l'esercito del granduca venne definitivamente sconfitto presso Poznań e Ladislao dovette fuggire in Boemia, mentre Agnese rimase ancora a Cracovia insieme ai figli per cercare di mantenere in vita la resistenza dal castello di Wawel. I suoi tentativi furono però infruttuosi e alla fine anche Agnese raggiunse il marito in esilio.
Dopo una breve permanenza presso la corte di Vladislao II di Boemia il fratellastro di Agnese, Corrado, offrì loro ospitalità e li alloggiò presso il palazzo imperiale di Kaiserpfalz presso Altenburg. All'inizio sembrò che Ladislao volesse riprendersi i propri domini tanto che una spedizione contro i giovani duchi partì dalla Germania nel 1146, ma a causa dell'alluvione del fiume Odra e delle pressioni sul sovrano tedesco da parte dei margravi Alberto I di Brandeburgo e Corrado di Meißen la campagna fallì.
Questo non scoraggiò Agnese che tentò ancora di trovare un modo per ridare al marito la corona perduta. Ella chiese aiuto a papa Eugenio III che decise di sollevare la questione nel 1148 al concilio di Reims e mandò il suo legato, Guido, in Polonia allo scopo di ottenere la sottomissione dei giovani duchi. Essi ovviamente rifiutarono di sottomettersi al fratellastro e il papa in risposta scomunicò l'intero granducato, nemmeno questo tuttavia ebbe un grande effetto poiché il clero locale si riunì sotto i giovani duchi.
Nel 1152 Corrado morì e gli successe il nipote Federico Barbarossa e con l'avvento di un sovrano così energico le speranze di Agnese e Ladislao di tornare in Polonia si riaccesero, grazie alle spinte di Agnese Federico si lanciò in una spedizione contro i giovani duchi nel 1157, la campagna fu un successo, ma, inaspettatamente, l'Imperatore non ridiede il trono allo zio, questi rimase al fratellastro di Ladislao, Boleslao IV di Polonia, che venne dichiarato vassallo dell'Imperatore e costretto a pagare un tributo. Come compenso a Ladislao si costrinse Boleslao a ridare il ducato di Slesia al fratellastro così che egli potesse passarlo ai propri figli.
Sia Agnese che Ladislao sapevano che la loro battaglia era ormai perduta, essi rimasero ad Altenburg dove Ladislao morì il 30 maggio 1159. Agnese sopravvisse al marito di qualche anno ancora e si sa che ella non tornò in Slesia con i figli fino a che essi non vennero di nuovo dichiarati duchi nel 1163. Agnese morì, presumibilmente, nel mese di gennaio del 1163 e venne sepolta nell'abbazia di Pforta presso Naumburg.

## I figli
Insieme Agnese e Ladislao ebbero:
- Boleslao I l'Alto;
- Miecislao IV di Polonia;
- Richenza di Polonia;
- Corrado Laskonogi (nato fra il 1146 e il 1157-dal 17 gennaio 1190);
- Albert (1156 circa-fra il 1168 e il 1178).

## Ascendenza
|                            |                    |                       | Genitori                 |  |  | Nonni |  |  | Bisnonni             |  |  | Trisnonni              |  |
|                            |                    |                       |                          |  |  |       |  |  | Ernesto di Babenberg |  |  | Adalberto di Babenberg |  |
|                            |                    |                       |                          |  |  |       |  |  | Ernesto di Babenberg |  |  | Adalberto di Babenberg |  |
|                            |                    | Frozza Orseolo        |                          |  |  |       |  |  | Ernesto di Babenberg |  |  |                        |  |
| Leopoldo II di Babenberg   |                    |                       |                          |  |  |       |  |  | Ernesto di Babenberg |  |  |                        |  |
|                            |                    | Adelaide di Eilenburg | Dedi I di Lusazia        |  |  |       |  |  |                      |  |  |                        |  |
|                            |                    | Adelaide di Eilenburg | Dedi I di Lusazia        |  |  |       |  |  |                      |  |  |                        |  |
|                            |                    | Adelaide di Eilenburg | Oda di Lusazia           |  |  |       |  |  |                      |  |  |                        |  |
| Leopoldo III di Babenberg  |                    | Adelaide di Eilenburg |                          |  |  |       |  |  |                      |  |  |                        |  |
|                            |                    | Rapoto IV di Cham     | …                        |  |  |       |  |  |                      |  |  |                        |  |
|                            |                    | Rapoto IV di Cham     | …                        |  |  |       |  |  |                      |  |  |                        |  |
|                            |                    | Rapoto IV di Cham     | …                        |  |  |       |  |  |                      |  |  |                        |  |
| Ida di Formbach-Ratelnberg |                    | Rapoto IV di Cham     |                          |  |  |       |  |  |                      |  |  |                        |  |
|                            |                    | Mathilde              | …                        |  |  |       |  |  |                      |  |  |                        |  |
|                            |                    | Mathilde              | …                        |  |  |       |  |  |                      |  |  |                        |  |
|                            |                    | Mathilde              | …                        |  |  |       |  |  |                      |  |  |                        |  |
| Agnese di Babenberg        |                    | Mathilde              |                          |  |  |       |  |  |                      |  |  |                        |  |
|                            | Enrico III il Nero | Corrado II il Salico  |                          |  |  |       |  |  |                      |  |  |                        |  |
|                            | Enrico III il Nero | Corrado II il Salico  |                          |  |  |       |  |  |                      |  |  |                        |  |
|                            | Enrico III il Nero | Gisella di Svevia     |                          |  |  |       |  |  |                      |  |  |                        |  |
| Enrico IV di Franconia     | Enrico III il Nero |                       |                          |  |  |       |  |  |                      |  |  |                        |  |
|                            |                    | Agnese di Poitou      | Guglielmo V di Aquitania |  |  |       |  |  |                      |  |  |                        |  |
|                            |                    | Agnese di Poitou      | Guglielmo V di Aquitania |  |  |       |  |  |                      |  |  |                        |  |
|                            |                    | Agnese di Poitou      | Agnese di Borgogna       |  |  |       |  |  |                      |  |  |                        |  |
| Agnese di Waiblingen       |                    | Agnese di Poitou      |                          |  |  |       |  |  |                      |  |  |                        |  |
|                            |                    | Oddone di Savoia      | Umberto I Biancamano     |  |  |       |  |  |                      |  |  |                        |  |
|                            |                    | Oddone di Savoia      | Umberto I Biancamano     |  |  |       |  |  |                      |  |  |                        |  |
|                            |                    | Oddone di Savoia      | Ancilla d'Aosta          |  |  |       |  |  |                      |  |  |                        |  |
| Berta di Savoia            |                    | Oddone di Savoia      |                          |  |  |       |  |  |                      |  |  |                        |  |
|                            |                    | Adelaide di Susa      | Olderico Manfredi II     |  |  |       |  |  |                      |  |  |                        |  |
|                            |                    | Adelaide di Susa      | Olderico Manfredi II     |  |  |       |  |  |                      |  |  |                        |  |
|                            |                    | Adelaide di Susa      | Berta di Milano          |  |  |       |  |  |                      |  |  |                        |  |
|                            |                    | Adelaide di Susa      |                          |  |  |       |  |  |                      |  |  |                        |  |